# Pseudomeloe sexguttatus
Pseudomeloe sexguttatus es una especie de coleóptero de la familia Meloidae.

## Distribución geográfica
Habita en el Ecuador.